# Apriona vivesi
Apriona vivesi är en skalbaggsart som beskrevs av Stefan von Breuning 1981. Apriona vivesi ingår i släktet Apriona och familjen långhorningar. Inga underarter finns listade i Catalogue of Life.